# یواس‌اس مایزای (اس‌پی-۹۳۰)
یواس‌اس مایزای (اس‌پی-۹۳۰) (به انگلیسی: USS Maysie (SP-930)) یک کشتی بود که طول آن ۹۴ فوت (۲۹ متر) بود. این کشتی در سال ۱۸۹۹ ساخته شد.